# Boris Razinskij
Boris Davidovič Razinskij (in russo Борис Давидович Разинский?; Ljubercy, 12 luglio 1933 – Mosca, 6 agosto 2012) è stato un allenatore di calcio e calciatore sovietico, dal 1991 russo, di ruolo portiere.

## Carriera

### Club
Di origini ebraiche, nelle sue squadre di club ha giocato occasionalmente anche come attaccante, segnando in totale 29 reti.

### Nazionale
Con la Nazionale sovietica ha vinto la medaglia d'oro ai Giochi olimpici 1956, giocando il replay del match contro l'Indonesia vinto 4-0 al posto del titolare Jašin.

## Statistiche

### Cronologia presenze e reti in Nazionale
| Cronologia completa delle presenze e delle reti in nazionale ― Unione Sovietica | Cronologia completa delle presenze e delle reti in nazionale ― Unione Sovietica | Cronologia completa delle presenze e delle reti in nazionale ― Unione Sovietica | Cronologia completa delle presenze e delle reti in nazionale ― Unione Sovietica | Cronologia completa delle presenze e delle reti in nazionale ― Unione Sovietica | Cronologia completa delle presenze e delle reti in nazionale ― Unione Sovietica | Cronologia completa delle presenze e delle reti in nazionale ― Unione Sovietica | Cronologia completa delle presenze e delle reti in nazionale ― Unione Sovietica |
| Data                                                                            | Città                                                                           | In casa                                                                         | Risultato                                                                       | Ospiti                                                                          | Competizione                                                                    | Reti                                                                            | Note                                                                            |
| ------------------------------------------------------------------------------- | ------------------------------------------------------------------------------- | ------------------------------------------------------------------------------- | ------------------------------------------------------------------------------- | ------------------------------------------------------------------------------- | ------------------------------------------------------------------------------- | ------------------------------------------------------------------------------- | ------------------------------------------------------------------------------- |
| 23-10-1955                                                                      | Mosca                                                                           | Unione Sovietica                                                                | 2 – 2                                                                           | Francia                                                                         | Amichevole                                                                      | -2                                                                              |                                                                                 |
| 23-5-1956                                                                       | Mosca                                                                           | Unione Sovietica                                                                | 5 – 1                                                                           | Danimarca                                                                       | Amichevole                                                                      | -1                                                                              |                                                                                 |
| Totale                                                                          |                                                                                 | Presenze                                                                        | 2                                                                               |                                                                                 | Reti                                                                            | -3                                                                              |                                                                                 |